# Klinik Schillerhöhe
Die Klinik Schillerhöhe war ein Sanatorium und eine Lungenfachklinik in Gerlingen, Baden-Württemberg.

## Geschichte
Im Jahr 1938 war geplant, dass auf der Gerlinger Schillerhöhe eine Gebietsführerschule der Hitlerjugend für mehr als 200 HJ-Führer entstehen sollte. Im Jahr 1942 wurde die Fläche inklusive dem nahen Schloss Solitude der Stadt Stuttgart zugeschlagen, da das kleine Gerlingen die Infrastruktur nicht finanzieren könne. Der Bau kam aber nicht über den Rohbau hinaus. Im Jahr 1948 kaufte ihn die Landesversicherungsanstalt Württemberg (LVA). Da die Tuberkulose nach dem Zweiten Weltkrieg stark zugenommen hatte, errichtete sie dort ein Sanatorium. 1951 bekam Gerlingen die 27 Hektar große Fläche zurück. Der Haus- und Grundbesitzerverein Gerlingen leistete erfolglos Widerstand gegen die Lungenheilstätte, die im Oktober 1953 mit 327 Betten eröffnet wurde. Im Volksmund wurde das Sanatorium als „Hustenburg“ bezeichnet.
In den 1970er Jahren kam die Thoraxchirurgie dazu. Da die LVA nicht die Behandlung akuter Krankheiten als ihre Aufgabe betrachtete, wurde die Abteilung von der Stadt Stuttgart übernommen. Mit dem Arzt Rainer Dierkesmann kam die Schlafmedizin und die Lasertherapie an die Klinik. Die Behandlung der Mukoviszidose und des Lungenkrebses gewann an Bedeutung. Im Jahr 1987 wurde unter dem Chirurg Heikki Toomes erstmals in Europa ein einzelner Lungenflügel transplantiert.
1999 wurde das Gebäude saniert. Ab 2006 gehörte die Klinik als RBK Lungenzentrum Stuttgart zum Stuttgarter Robert-Bosch-Krankenhaus.
Bis zum Juli 2022 zog das Lungenzentrum als Abteilung für Pneumologie und Beatmungsmedizin vollständig zum Robert-Bosch-Krankenhaus in das dort entstandene Bosch Health Campus nach Stuttgart um.

## Folgenutzung
Im September 2022 mietete die Stadt Gerlingen das Gebäude für die Unterbringung von Kriegsflüchtlingen aus der Ukraine.

## Lage
Die Klinik befindet sich auf der namensgebenden Schillerhöhe, einem Höhenzug im Glemswald. Seit 1998 haben die Kliniken Schmieder in unmittelbarer Nähe einen Standort, der 2009 und 2021 um weitere Bauten erweitert wurde. In der Nachbarschaft befindet sich das Sportgelände der KSG Gerlingen. Ebenfalls auf der Schillerhöhe befindet sich die Hauptverwaltung der Robert Bosch GmbH. Das Schloss Solitude ist ca. ein Kilometer entfernt.